# Andechs
Andechs je občina v Zgornji Bavarski v okrožju Starnberg, ki je tudi romarski kraj. Andeš slovi po istoimenskem Benediktinskem samostanu, ki je bil zelo priljubljen že od antičnih časov zaradi Andeškega piva  z blagovno znamko Andežan ter mlečnih izdelkov Andeške mlekarne Scheitz, največje nemške ekološke - mlekarne.

## Zgodovina

### Do 19. stoletja
Andeška  Sveta gora  je bila naseljena večinoma že v [prazgodovina|prazgodovini]] in v novejši dobi.  Nekatere najdbe kovancev s hriba in iz okolice omogočajo trditev, da je bila tam  rimska vojaška postaja, ki je bila v povezavi z osvajanjem vznožja Alp pod cesarjem Avgustom. 
Andeš je bil v srednjem veku izvorni sedež vseevropsko pomembne plemiške rodbine   grofov Andeških in vojvod Meranije, ki je v neposredni liniji izumrla leta 1248. Po legendarni najdbi izgubljenega relikvijskega zaklada Andeških grofov leta 1388 je Andeš oživel kot romarski kraj in se znova zacvetel. Leta 1455 je bil ustanovljen samostan  na "Sveti gori". Do sekularizacije  na Bavarskem, je bilo območje del zaprtega Hofmark Erlinga.
Leta 1803 je bil samostan razpuščen.  Leta 1850 je  Ludwig I. Bavarski samostan Andeš ponovno ustanovil kot beneficij za opatija sv. Bonifacija (München).

### Pobratene občine
Občina Andeš ima sklenjeno partnersto z 
- Kamnik, Slovenija
- Amras, Tirolska, Avstrija, od leta 2000